# نقود عربية ساسانية
النقود العربية الساسانية هو مصطلح يُشير إلى نقود تم سكُّها بأسلوب نقود الإمبراطورية الساسانية (224—651م) بعد الفتح الإسلامي لبلاد فارس، بأمرٍ من ولاة الخلائف الإسلامية المبكرة (ما بين القرنين السابع والثامن الميلاديين). سُكَّت هذه العملات غالبًا من الفضة، وأيضًا النحاس، في الأراضي الساسانية التاريخية في العراق وإيران، واستمرت عبر الدهور بإظهار رسمة لأحد الأباطرة الساسانيين، مع زخارف بعضها إسلامي وبعضها غير كذلك.

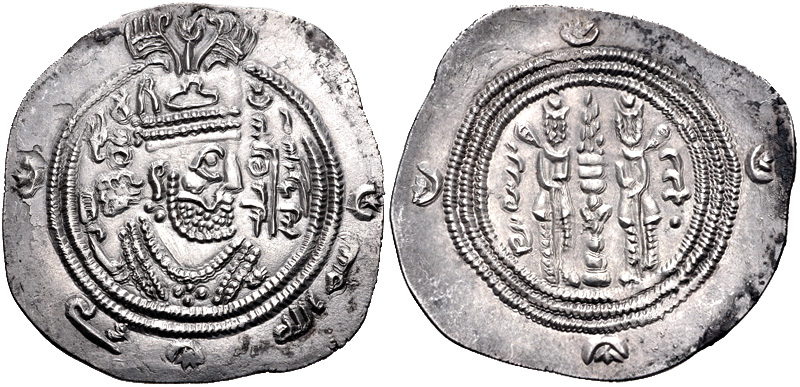
عملة عربية ساسانية سَكَّها عبيد الله بن أبي بكرة، ولي سيستان الأموي، عام 698 أو 699م (80هـ).

استعمال النقود العربية الساسانية استمر حتى عام 698م (79هـ)، عندما سُكَّت في عهد الخليفة عبد الملك بن مروان عملات تستعمل نقوشًا عربيةً إسلاميةً حصرًا.